# 新スタートレックのエピソード一覧
新スタートレックのエピソード一覧は、アメリカ合衆国のテレビシリーズ『新スタートレック』の各エピソードを記した一覧である。なお、記載されている放送日や発売日は全てアメリカ合衆国内のものである。

## シリーズ概要
| シーズン | シーズン | 話数 | 放送日    | DVD発売日      | DVD発売日                            | DVD発売日      | DVD発売日                           | Blu-ray発売日 | Blu-ray発売日  |
| シーズン | シーズン | 話数 | 放送日    | リージョン1    | リージョン1                          | リージョン2    | リージョン2                         | リージョンA   | リージョンB    |
| -------- | -------- | ---- | --------- | -------------- | ------------------------------------ | -------------- | ----------------------------------- | ------------- | -------------- |
|          | 1        | 26   | 1987-1988 | 2002年3月26日  | コンプリート・シリーズ 2007年10月2日 | 2002年4月１日  | コンプリート・シリーズ 2011年6月6日 | 2012年7月24日 | 2012年7月23日  |
|          | 2        | 22   | 1988-1989 | 2002年5月7日   | コンプリート・シリーズ 2007年10月2日 | 2002年6月10日  | コンプリート・シリーズ 2011年6月6日 | 2012年12月4日 | 2012年12月10日 |
|          | 3        | 26   | 1989-1990 | 2002年7月2日   | コンプリート・シリーズ 2007年10月2日 | 2002年7月22日  | コンプリート・シリーズ 2011年6月6日 | TBA           | TBA            |
|          | 4        | 26   | 1990-1991 | 2002年9月3日   | コンプリート・シリーズ 2007年10月2日 | 2002年10月7日  | コンプリート・シリーズ 2011年6月6日 | TBA           | TBA            |
|          | 5        | 26   | 1991-1992 | 2002年11月5日  | コンプリート・シリーズ 2007年10月2日 | 2002年11月18日 | コンプリート・シリーズ 2011年6月6日 | TBA           | TBA            |
|          | 6        | 26   | 1992-1993 | 2002年12月3日  | コンプリート・シリーズ 2007年10月2日 | 2002年12月2日  | コンプリート・シリーズ 2011年6月6日 | TBA           | TBA            |
|          | 7        | 26   | 1993-1994 | 2002年12月31日 | コンプリート・シリーズ 2007年10月2日 | 2002年12月23日 | コンプリート・シリーズ 2011年6月6日 | TBA           | TBA            |

シリーズのエピソードを厳選した8本の「ベスト・オブ」コレクションも発売された。
4本の映画『新スタートレック』は2009年にBlu-rayセットが発売された。後に個別販売もされた。
2012年1月に3エピソードがリージョンフリーのBlu-rayで発売された。コンプリート・シリーズは1080p高解像度にデジタル・リマスターされた。

## エピソード一覧
シリーズ初回の「未知への飛翔」と最終回「永遠への旅」は元々は2時間の1話だったが、後に1時間2話に分割された。

### 第1シーズン（1987年 - 1988年）
| № | #     | タイトル                                              | 宇宙暦   | 監督                      | 脚本                                                                                                | 特集された キャラクター        | 放送日         |
| --- | ----- | ----------------------------------------------------- | -------- | ------------------------- | --------------------------------------------------------------------------------------------------- | ------------------------------ | -------------- |
| 1–2 | 1 & 2 | "未知への飛翔" "Encounter at Farpoint"                | 41153.7  | コーリイ・アレン          | D・C・フォンタナ & ジーン・ロッデンベリー                                                           | 多数                           | 1987年9月28日  |
| 新宇宙船エンタープライズ号は処女航海でデネブ星へ向かう途中、乗組員たちはQに遭遇し、全人類の罪を問う裁判にかけられる。                                                                        |       |                                                       |          |                           | |                                |                |
| 3 | 3     | "未知からの誘惑" "The Naked Now"                      | 41209.2  | ポール・リンチ            | 脚本: J・マイケル・ビンガム 原案: ジョン・D・F・ブラック & J・マイケル・ビンガム                    | 多数                           | 1987年10月5日  |
| 乗組員たちが謎のウイルスに感染し、酩酊状態となる。 |       |                                                       |          |                           | |                                |                |
| 4 | 4     | "愛なき惑星" "Code of Honor"                          | 41235.25 | ラス・メイベリー          | キャサリン・パワーズ & マイケル・バロン                                                             | ヤー                           | 1987年10月12日 |
| 厳格な掟に従う原住民たちにヤー中尉が誘拐される。 |       |                                                       |          |                           | |                                |                |
| 5 | 5     | "謎の宇宙生命体" "The Last Outpost"                   | 41386.4  | リチャード・コーラ        | 脚本: ハーバート・ライト 原案: リチャード・クルツメイエン                                           | 多数                           | 1987年10月19日 |
| 惑星連邦が新たに遭遇したエイリアン・フェレンギを追跡中のエンタープライズ号は謎の力により停止する。                                                                                           |       |                                                       |          |                           | |                                |                |
| 6 | 6     | "宇宙の果てから来た男" "Where No One Has Gone Before" | 41263.1  | ロブ・ボウマン            | ダイアン・ドウェイン & マイケル・リーヴス                                                           | 多数                           | 1987年10月26日 |
| ワープ効果試験によりエンタープライズは未知の宇宙へと飛ばされる。そこでは考えたことが現実になる。                                                                                             |       |                                                       |          |                           | |                                |                |
| 7 | 7     | "姿なき宇宙人" "Lonely Among Us"                      | 41249.3  | クリフ・ボール            | 脚本: D・C・フォンタナ 原案: マイケル・ハルペリン                                                   | 多数                           | 1987年11月2日  |
| エンタープライズ号が反目する2組のエイリアンを輸送していると、謎の生命体がクラッシャー、ウォーフ、ジャン＝リュック・ピカードに憑依する。                                                      |       |                                                       |          |                           | |                                |                |
| 8 | 8     | "神からの警告" "Justice"                              | 41255.6  | ジェームズ・L・コンウェイ | 脚本: ウォーレイ・ソーン 原案: ラルフ・ウィリス & ウォーレイ・ソーン                                | ピカード、ウェスリー           | 1987年11月9日  |
| 楽園のような新惑星に降り立ったエンタープライズであったが、ウェスリーが唯一の法律を破り死刑宣告を受ける。                                                                                     |       |                                                       |          |                           | |                                |                |
| 9 | 9     | "復讐のフェレンギ星人" "The Battle"                   | 41723.9  | ロブ・ボウマン            | 脚本: ハーバート・J・ライト 原案: ラリー・フォレスター                                              | ピカード                       | 1987年11月16日 |
| A フェレンギ人船長はかつてピカードが指揮していたスターゲイザー号を返却する。ピカードは激しい頭痛に襲われ、「マキシマの戦い」を追体験する。                                                   |       |                                                       |          |                           | |                                |                |
| 10 | 10    | "死のゲーム" "Hide and Q"                             | 41590.5  | クリフ・ボール            | 脚本: C・J・ホランド & ジーン・ロッデンベリー 原案: C・J・ホランド                                  | ライカー、Q                    | 1987年11月23日 |
| Qがエンタープライズに再び現れ、ライカーをQ連続体に引き入れようとする。 |       |                                                       |          |                           | |                                |                |
| 11 | 11    | "夢の人" "Haven"                                      | 41294.5  | リチャード・コンプトン    | 脚本: トレイシー・トーメ 原案: トレイシー・トーメ & ラン・オークン                                  | トロイ、ラクサナ               | 1987年11月30日 |
| ラクサナが娘のトロイのもとを訪れ、結婚の話を持ちかける。 |       |                                                       |          |                           | |                                |                |
| 12 | 12    | "宇宙空間の名探偵" "The Big Goodbye"                  | 41997.7  | ジョセフ・L・スキャンラン | トレイシー・トーメ                                                                                  | ピカード、クラッシャー、データ | 1988年1月11日  |
| ピカードはホロデッキによる仮想世界でディクソン・ヒルという探偵に扮し、データ、ビバリーらとともに20世紀初頭のサンフランシスコを楽しんでいた。しかしコンピュータの誤作動で彼らは戻れなくなる。 |       |                                                       |          |                           | |                                |                |
| 13 | 13    | "アンドロイドの裏切り" "Datalore"                     | 41242.4  | ロブ・ボウマン            | 脚本: ロバート・リューイン & ジーン・ロッデンベリー 原案: ロバート・リューイン & モーリス・ハーレイ | データ、ローア                 | 1988年1月18日  |
| エンタープライズの乗組員がアンドロイドの部品を回収し、組み立てたところ、データそっくりの姿であった。                                                                                         |       |                                                       |          |                           | |                                |                |
| 14 | 14    | "奪われた女神達の惑星" "Angel One"                    | 41636.9  | マイケル・ローデス        | パトリック・バリー                                                                                  | 多数                           | 1988年1月25日  |
| エンタープライズは不時着した貨物船の生存者を救出するために女性が支配する惑星を訪れる。 |       |                                                       |          |                           | |                                |                |
| 15 | 15    | "盗まれたエンタープライズ" "11001001"                 | 41365.9  | ポール・リンチ            | モーリス・ハーレイ & ロバート・リューイン                                                           | ピカード、ライカー             | 1988年2月1日   |
| エンタープライズ号は宇宙基地でバイナー人によるコンピュータの点検を受けていた。一方、ライカーとピカードはホロデッキのキャラクターに夢中になっていた。                                         |       |                                                       |          |                           | |                                |                |
| 16 | 16    | "大いなる償い" "Too Short a Season"                   | 41309.5  | ロブ・ボウマン            | 脚本: マイケル・マイケリアン & D・C・フォンタナ 原案: マイケル・マイケリアン                        | ゲスト                         | 1988年2月8日   |
| エンタープライズ号は人質事件の交渉のため、数十年前に紛争を解決した実績をもつ老提督を送り届ける。                                                                                             |       |                                                       |          |                           | |                                |                |
| 17 | 17    | "死に急ぐ惑星アルデア" "When the Bough Breaks"        | 41509.1  | キム・マナーズ            | ハンナ・ルイーズ・シアラー                                                                          | 多数                           | 1988年2月15日  |
| エンタープライズは伝説の惑星アルデアと遭遇する。惑星の住民は不妊に陥り、子供たちを誘拐しようとする。                                                                                         |       |                                                       |          |                           | |                                |                |
| 18 | 18    | "神に似た人々" "Home Soil"                            | 41463.9  | コーリイ・アレン          | 脚本: ロバート・サバロフ 原案: カール・グアーズ & ラルフ・サンチェス & ロバート・サバロフ           | 多数                           | 1988年2月22日  |
| エンタープライズ号はテラフォーミング中の惑星を訪れるが、その作業中の労働者が謎の結晶生命体に殺される。                                                                                       |       |                                                       |          |                           | |                                |                |
| 19 | 19    | "宇宙戦士への道" "Coming of Age"                      | 41416.2  | マイケル・ヴェジャー      | サンディ・フリーズ                                                                                  | ウェスリー                     | 1988年3月14日  |
| ウェスリーが宇宙艦隊アカデミーの入学試験を受ける一方、エンタープライズの上級スタッフたちは宇宙艦隊から査察を受ける。                                                                         |       |                                                       |          |                           | |                                |                |
| 20 | 20    | "さまよえるクリンゴン戦士" "Heart of Glory"           | 41503.7  | ロブ・ボウマン            | 脚本: モーリス・ハーレイ 原案: モーリス・ハーレイ & ハーバート・ライト & D・C・フォンタナ           | ウォーフ                       | 1988年3月21日  |
| 脱走中のクリンゴン人がエンタープライズに拾われ、ウォーフを戦闘に誘う。 |       |                                                       |          |                           | |                                |                |
| 21 | 21    | "生き返った死の宇宙商人" "The Arsenal of Freedom"     | 41798.2  | レス・ランドウ            | 脚本: リチャード・マニング & ハンス・バイムラー 原案: モーリス・ハーレイ & ロバート・リューイン     | 多数                           | 1988年4月11日  |
| かつて武器商人の星だった惑星ミノスに調査に下りた上陸班は、残された戦闘用ドローンに襲われる。救出に下りたピカードとビバリーも、深い穴に落ちる。                                               |       |                                                       |          |                           | |                                |                |
| 22 | 22    | "禁断の秘薬" "Symbiosis"                              | 不明     | ウィン・フェルプス        | 脚本: ロバート・リューイン & リチャード・マニング & ハンス・バイムラー 原案: ロバート・リューイン   | 多数                           | 1988年4月18日  |
| 23 | 23    | "悲しみの星に消えたターシャ" "Skin of Evil"           | 41601.3  | ジョセフ・L・スキャンラン | 脚本: ジョセフ・ステファノ & ハンナ・ルイーズ・シアラー 原案: ジョセフ・ステファノ                  | 多数                           | 1988年4月25日  |
| 不時着したカウンセラー・トロイ救出のため惑星に下りたクルーは、黒い不定形の邪悪な生命体と対峙する。                                                                                           |       |                                                       |          |                           | |                                |                |
| 24 | 24    | "時のはざまに" "We'll Always Have Paris"              | 41697.9  | ロバート・ベッカー        | デボラ・ディーン・デイヴィス & ハンナ・ルイーズ・シアラー                                           | ピカード                       | 1988年5月2日   |
| 25 | 25    | "恐るべき陰謀" "Conspiracy"                           | 41775.5  | クリフ・ボール            | 脚本: トレイシー・トーメ 原案: ロバート・サバロフ                                                   | ピカード                       | 1988年5月9日   |
| 26 | 26    | "突然の訪問者" "The Neutral Zone"                     | 41986.0  | ジェームズ・L・コンウェイ | 脚本: モーリス・ハーレイ 原案: デボラ・マッキンタイア & モナ・クリー                                | 多数                           | 1988年5月16日  |

1. ↑  Netflixでは二つのエピソードが一つにまとめられ、以降のエピソード番号はずれる

### 第2シーズン（1988年 - 1989年）
| № | #  | タイトル                                             | 宇宙暦  | 監督                      | 脚本 | 特集された キャラクター          | 放送日         |
| --- | -- | ---------------------------------------------------- | ------- | ------------------------- | --- | -------------------------------- | -------------- |
| 27 | 1  | "光から生まれた生命" "The Child"                     | 42073.1 | ロブ・ボウマン            | ジャロン・サマーズ & ジョン・ポヴィル & モーリス・ハーレイ                                                         | トロイ、ポラスキー、ガイナン     | 1988年11月21日 |
| 28 | 2  | "闇の住人" "Where Silence Has Lease"                 | 42193.6 | ウィンリック・コルベ      | ジャック・B・ソワーズ                                                                                              | 多数                             | 1988年11月28日 |
| 29 | 3  | "ホログラム・デッキの反逆者" "Elementary, Dear Data" | 42286.3 | ロブ・ボウマン            | ブライアン・アラン・リー                                                                                           | データ、ラ＝フォージ、ポラスキー | 1988年12月5日  |
| ホロデッキでホームズの世界を楽しむデータ少佐。定まった結末に納得のいかないジョーディは「データを負かすプログラムを」とコンピュータに命じる。 |    |                                                      |         |                           | |                                  |                |
| 30 | 4  | "無法者オコーナ" "The Outrageous Okona"              | 42402.7 | ロバート・ベッカー        | 脚本: バートン・アーマス 原案: Les Menchen & ランス・ディックソン & デヴィッド・ランズバーグ                       | データ、ゲスト                   | 1988年12月12日 |
| 31 | 5  | "無言の調停者" "Loud as a Whisper"                   | 42477.2 | ラリー・ショウ            | ジャクリーン・ザンブラノ                                                                                           | ゲスト                           | 1989年1月9日   |
| 32 | 6  | "コンピュータになった男" "The Schizoid Man"          | 42437.5 | レス・ランドウ            | 脚本: トレイシー・トーメ 原案: リチャード・マニング & ハンス・バイムラー                                           | データ                           | 1989年1月23日  |
| 33 | 7  | "DNA" "Unnatural Selection"                          | 42494.8 | ポール・リンチ            | ジョン・メイソン & マイク・グレイ                                                                                  | ポラスキー                       | 1989年1月30日  |
| 34 | 8  | "錯綜した美学" "A Matter of Honor"                   | 42506.5 | ロブ・ボウマン            | 脚本: バートン・アーマス 原案: Wanda M. Haight & グレゴリー・アモス & バートン・アーマス                           | ライカー                         | 1989年2月6日   |
| 35 | 9  | "人間の条件" "The Measure of a Man"                  | 42523.7 | ロバート・シアラー        | メリンダ・M・スノッドグラス                                                                                        | ピカード、データ                 | 1989年2月13日  |
| データの生みの親、スン博士に師事したというマドックス中佐が、データを分解して研究したいと要求する。データは同意せず、審問で彼の法的権利が争われることになる。 |    |                                                      |         |                           | |                                  |                |
| 36 | 10 | "運命の少女サリア" "The Dauphin"                     | 42568.8 | ロブ・ボウマン            | スコット・ルービンシュタイン & レナード・ムロディナウ                                                              | ウェスリー                       | 1989年2月20日  |
| 37 | 11 | "埋もれた文明" "Contagion"                           | 42609.1 | ジョセフ・L・スキャンラン | スティーヴ・ガーバー & ベス・ウッズ                                                                                | 多数                             | 1989年3月20日  |
| 異星人の遺跡を調査していたUSSヤマト号が艦のシステムに不調を起こし、エンタープライズ号の目の前で爆発する。まもなくエンタープライズ号にも同様の現象が起きる。 |    |                                                      |         |                           | |                                  |                |
| 38 | 12 | "ホテル・ロイヤルの謎" "The Royale"                  | 42625.4 | クリフ・ボール            | キース・ミルズ | ライカー、データ、ウォーフ       | 1989年3月27日  |
| 39 | 13 | "戦慄の未来" "Time Squared"                          | 42679.2 | ジョセフ・L・スキャンラン | 脚本: モーリス・ハーレイ 原案: カート・マイケル・ベンスミラー                                                      | ピカード                         | 1989年4月3日   |
| 40 | 14 | "イカルス伝説" "The Icarus Factor"                   | 42686.4 | ロバート・イスコヴ        | 脚本: David Assael & ロバート・マックロー 原案: David Assael                                                       | ライカー、ウォーフ               | 1989年4月24日  |
| 41 | 15 | "未知なるメッセージ" "Pen Pals"                      | 42695.3 | ウィンリック・コルベ      | 脚本: メリンダ・M・スノッドグラス 原案: ハンナ・ルイーズ・シアラー                                                 | データ                           | 1989年5月1日   |
| 42 | 16 | "無限の大宇宙" "Q Who"                               | 42761.3 | ロブ・ボウマン            | モーリス・ハーレイ                                                                                                 | 多数                             | 1989年5月8日   |
| エンタープライズはQの力で未知の銀河に飛ばされ、ボーグと呼ばれる謎の種族と対峙する。話し合いも何も通用せず、ボーグはエンタープライズから技術を奪おうとする。エンタープライズは反撃して懸命に逃げるが、高い技術力を持つボーグには全く通用しなかった。ピカードは苦渋の決断としてQに助けて欲しいと訴える。 |    |                                                      |         |                           | |                                  |                |
| 43 | 17 | "愚かなる欲望" "Samaritan Snare"                     | 42779.1 | レス・ランドウ            | Robert L. McCullough                                                                                               | ラ＝フォージ                     | 1989年5月15日  |
| 44 | 18 | "新たなる息吹" "Up the Long Ladder"                  | 42823.2 | ウィンリック・コルベ      | メリンダ・M・スノッドグラス                                                                                        | 多数                             | 1989年5月22日  |
| 45 | 19 | "魅せられて" "Manhunt"                               | 42859.2 | ロブ・ボウマン            | テリー・ドブロウ                                                                                                   | ピカード、トロイ、ラクサナ       | 1989年6月19日  |
| 46 | 20 | "愛の使者" "The Emissary"                            | 42901.3 | クリフ・ボール            | 脚本: リチャード・マニング & ハンス・バイムラー 原案: リチャード・マニング & ハンス・バイムラー & Thomas H. Calder | ウォーフ                         | 1989年6月26日  |
| 47 | 21 | "限りなき戦い" "Peak Performance"                    | 42923.4 | ロバート・シアラー        | デヴィッド・ケンパー                                                                                               | 多数                             | 1989年7月10日  |
| 48 | 22 | "悪夢の果てに" "Shades of Gray"                      | 42976.1 | ロブ・ボウマン            | 脚本: モーリス・ハーレイ & リチャード・マニング & ハンス・バイムラー 原案: モーリス・ハーレイ                      | ライカー、トロイ、ポラスキー     | 1989年7月17日  |

### 第3シーズン（1989年 - 1990年）
| № | #  | タイトル                                               | 宇宙暦  | 監督                   | 脚本 | 特集された キャラクター    | 放送日         |
| --- | -- | ------------------------------------------------------ | ------- | ---------------------- | --- | -------------------------- | -------------- |
| 49 | 1  | "進化の刻印" "Evolution"                               | 43125.8 | ウィンリック・コルベ   | 脚本: マイケル・ピラー 原案: マイケル・ピラー & マイケル・ワグナー                                                                                      | ウェスリー、ゲスト         | 1989年9月25日  |
| エンタープライズにビバリーが復帰した。艦は物理学者スタッブス博士の指示の下で天体現象の観測に追われていた。しかし、その観測中に怪現象が勃発し、中断を余儀なくされた。調査の結果、ウェスリーが実験で進化させた医療用微小ロボットが艦を乗っ取ったのが原因だと判明した。ピカードはデータを通してロボットと対話し、平和的解決を試みるのだった。                                       |    |                                                        |         |                        | |                            |                |
| 50 | 2  | "移民の歌" "The Ensigns of Command"                    | 43133.3 | クリフ・ボール         | メリンダ・M・スノッドグラス | データ                     | 1989年10月2日  |
| 異星人シャリアックが、かつて地球の船が入植した星の移民を立ち退かせるよう要求してくる。住民の説得に向かったデータに、移民の娘が興味を持ち、協力を申し出る。 |    |                                                        |         |                        | |                            |                |
| 51 | 3  | "愛しき人の為に" "The Survivors"                       | 43152.4 | レス・ランドウ         | マイケル・ワグナー | 多数                       | 1989年10月9日  |
| エンタープライズは救難信号を受けてラナ4号星にやって来た。そこにいたのは、ケヴィンとリションという老夫婦2人だけだった。侵略者に襲われた筈の星で何故2人だけ生き残ったのか？ピカードは、星は放射能汚染が進んでいるので艦に救助して別の惑星へ送りたいと申し出るが、2人は拒否した。何故留まりたいのか？星には2人以外に誰も住んでいない。何か特殊な事情があるようだ。                  |    |                                                        |         |                        | |                            |                |
| 52 | 4  | "守護神伝説" "Who Watches the Watchers"                | 43173.5 | ロバート・ウィーマー   | リチャード・マニング & ハンス・バイムラー | ピカード、ライカー、トロイ | 1989年10月16日 |
| 53 | 5  | "悲しみの幻影" "The Bonding"                           | 43198.7 | ウィンリック・コルベ   | ロナルド・D・ムーア | ゲスト                     | 1989年10月23日 |
| エンタープライズ女性乗組員マーラ・アスターが遺跡調査中に地雷で亡くなった。アスターの息子ジェレミーは孤児となった。ピカードたちは母を亡くして傷心のジェレミーを慰めるが、そんなジェレミーの前に死んだ筈のアスターが現れた。甦ったアスターは、ジェレミーをエンタープライズから連れ出そうとする。ピカードたちは何とかその試みを阻止して、甦ったアスターの正体を突き止めようとする。 |    |                                                        |         |                        | |                            |                |
| 54 | 6  | "メンサー星人の罠" "Booby Trap"                        | 43205.6 | ガブリエル・ボーモント | 脚本: ロン・ロマン & マイケル・ピラー & リチャード・ダナス 原案: マイケル・ワグナー & ロン・ロマン                                                      | ラ＝フォージ               | 1989年10月30日 |
| 55 | 7  | "宿敵! ロミュラン帝国" "The Enemy"                     | 43349.2 | デヴィッド・カーソン   | デヴィッド・ケンパー & マイケル・ピラー | ラ＝フォージ               | 1989年11月6日  |
| 56 | 8  | "非情なる駆け引き" "The Price"                         | 43385.6 | ロバート・シアラー     | ハンナ・ルイーズ・シアラー | トロイ                     | 1989年11月13日 |
| 57 | 9  | "復讐の虜" "The Vengeance Factor"                      | 43421.9 | ティモシー・ボンド     | サム・ロルフ | ライカー                   | 1989年11月20日 |
| 58 | 10 | "亡命者" "The Defector"                                | 43462.5 | ロバート・シアラー     | ロナルド・D・ムーア | ゲスト                     | 1990年1月1日   |
| 59 | 11 | "恐怖の人間兵器" "The Hunted"                          | 43489.2 | クリフ・ボール         | ロビン・バーンエイム | ゲスト                     | 1990年1月8日   |
| 60 | 12 | "異次元テロリスト" "The High Ground"                   | 43510.7 | ガブリエル・ボーモント | メリンダ・M・スノッドグラス | ピカード、クラッシャー     | 1990年1月29日  |
| 61 | 13 | "DE JA Q" "Deja Q"                                     | 43539.1 | レス・ランドウ         | リチャード・ダナス | Q                          | 1990年2月5日   |
| Q連続体に追放されたと称して人間化したQがエンタープライズに転がり込んできた。力こそ失ったものの、Qには豊富な知識が残っていた。ピカードたちは人間化したQと共に、ブレール4号星の衛星衝突を回避する任務を敢行する。 |    |                                                        |         |                        | |                            |                |
| 62 | 14 | "疑惑のビーム" "A Matter of Perspective"               | 43610.4 | クリフ・ボール         | エド・ザッカーマン | ピカード、ライカー         | 1990年2月12日  |
| 63 | 15 | "亡霊戦艦エンタープライズ"C"" "Yesterday's Enterprise" | 43625.2 | デヴィッド・カーソン   | 脚本: アイラ・スティーヴン・ベール & リチャード・マニング & ハンス・バイムラー & ロナルド・D・ムーア 原案: Trent Christopher Ganino & Eric A. Stillwell | ピカード、ヤー、ガイナン   | 1990年2月19日  |
| 救難信号を受けたピカード艦長のエンタープライズDは、22年前の戦場から時空を超えてやって来たギャレット艦長とC型機を救助した。それによって歴史が書き変わり、D型機にも異変が起きていた。気付いたのは時空を超えて生きてきたガイナンだけであった。ガイナンはピカードにC型機を過去へ戻して歴史を修正するよう提言するが、それはC型機を死地へ追い返す非情の決断でもあった。                |    |                                                        |         |                        | |                            |                |
| 64 | 16 | "アンドロイドのめざめ" "The Offspring"                 | 43657.0 | ジョナサン・フレイクス | レネ・エシェヴァリア | データ                     | 1990年3月12日  |
| 65 | 17 | "汚名 クリンゴン戦士として" "Sins of the Father"       | 43685.2 | レス・ランドウ         | 脚本: ロナルド・D・ムーア & W. Reed Moran 原案: Drew Deighan                                                                                            | ウォーフ                   | 1990年3月19日  |
| 66 | 18 | "姿なき誘拐犯" "Allegiance"                            | 43714.1 | ウィンリック・コルベ   | リチャード・マニング & ハンス・バイムラー | ピカード                   | 1990年3月26日  |
| 67 | 19 | "大いなるホリデイ" "Captain's Holiday"                 | 43745.2 | チップ・チャルマース   | アイラ・スティーヴン・ベール | ピカード、ヴァッシュ       | 1990年4月2日   |
| 68 | 20 | "孤独な放浪者" "Tin Man"                               | 43779.3 | ロバート・シアラー     | Dennis Putman Bailey & デイヴィッド・ビショフ | トロイ                     | 1990年4月23日  |
| 69 | 21 | "倒錯のホログラム・デッキ" "Hollow Pursuits"           | 43807.4 | クリフ・ボール         | Sally Caves | バークレー                 | 1990年4月30日  |
| 70 | 22 | "究極のコレクション" "The Most Toys"                   | 43872.2 | ティモシー・ボンド     | シャリ・グッドハーツ | データ                     | 1990年5月7日   |
| 71 | 23 | "英雄症候群" "Sarek"                                   | 43917.4 | レス・ランドウ         | 脚本・原案: ピーター・S・ビーグル From an unpublished story by マーク・クッシュマン & ジェイク・ジェイコブス                                            | ピカード、サレク           | 1990年5月14日  |
| エンタープライズは、重要な条約締結を控えたサレク大使夫妻を出迎えた。しかし、高齢のサレク大使はベンダイ症候群と呼ばれる難病を患っており、情緒不安定でとても外交がこなせる状態ではなかった。ピカードは精神融合を申し出て、サレク大使の理性を取り戻そうとする。 |    |                                                        |         |                        | |                            |                |
| 72 | 24 | "愛なき関係" "Menage a Troi"                           | 43930.7 | ロバート・レガト       | Fred Bronson & Susan Sackett | ライカー、トロイ、ラクサナ | 1990年5月28日  |
| 73 | 25 | "輝きの中へ…" "Transfigurations"                       | 43957.2 | トム・ベンコ           | レネ・エシェヴァリア | クラッシャー、ゲスト       | 1990年6月4日   |
| 74 | 26 | "浮遊機械都市ボーグ・前編" "The Best of Both Worlds"   | 43989.1 | クリフ・ボール         | マイケル・ピラー | 多数                       | 1990年6月18日  |
| シリーズ初の前後編。ボーグ船とエンタープライズが対決し、ピカード艦長が拉致されボーグに改造される。ピカード奪還のためシェルビー少佐率いる精鋭がボーグ船に侵入するが失敗して撤退する。ライカーはピカードもろともボーグ船への攻撃を命じる。 |    |                                                        |         |                        | |                            |                |

### 第4シーズン（1990年 - 1991年）
| № | #  | タイトル                                                      | 宇宙暦  | 監督                         | 脚本 | 特集された キャラクター        | 放送日         |
| --- | -- | ------------------------------------------------------------- | ------- | ---------------------------- | --- | ------------------------------ | -------------- |
| 75 | 1  | "浮遊機械都市ボーグ・後編" "The Best of Both Worlds: Part II" | 44001.4 | クリフ・ボール               | マイケル・ピラー | 多数                           | 1990年9月24日  |
| エンタープライズの攻撃はボーグ船に全く歯が立たなかった。ライカー艦長の下でエンタープライズは一時撤退し、改めてボーグ船に戦いを挑んでピカード奪還に成功した。データは半分ボーグのピカードを通して神経結合でボーグ集合意識にアクセスし、休息コマンドを起動した。ボーグ船は急な活動停止の影響で大破し、地球侵略は既のところで回避されるのだった。                                 |    |                                                               |         |                              | |                                |                |
| 76 | 2  | "戦士の休息" "Family"                                         | 44012.3 | レス・ランドウ               | ロナルド・D・ムーア | ピカード、ウォーフ             | 1990年10月1日  |
| 心に傷を負ったピカードは、兄夫婦がブドウ農園を営む実家に帰省した。兄ロベールはぶっきら棒でピカードに何かと突っ掛かった。再三の挑発に怒ったピカードは兄と取っ組み合いの喧嘩を始める。一方、整備中のエンタープライズに、ウォーフの養父母ロジェンコ夫妻が見学に来ていた。応対するウォーフは、最新鋭艦にはしゃぐ養父母に少々ウンザリさせられるが、養父母の本当の目的は別にあった。 |    |                                                               |         |                              | |                                |                |
| 77 | 3  | "永遠の絆" "Brothers"                                         | 44085.7 | ロブ・ボウマン               | リック・バーマン | データ、ローア                 | 1990年10月8日  |
| 78 | 4  | "宇宙孤児ジョノ" "Suddenly Human"                             | 44143.7 | ガブリエル・ボーモント       | 脚本: ジョン・フェルプレイ & ジェリ・テイラー 原案: ラルフ・フィリップス                                                                                 | ピカード、ゲスト               | 1990年10月15日 |
| 79 | 5  | "恐怖のワープ・バブル" "Remember Me"                          | 44161.2 | クリフ・ボール               | リー・シェルドン | クラッシャー                   | 1990年10月22日 |
| クラッシャーの恩師ドクタークエイスがエンタープライズ艦内から姿を消した。クラッシャーはクルーと共に艦内を探して回るが、今度はそのクルーも次々と姿を消してしまう。とうとう1人になったクラッシャーは、ワープバブルに取り込まれて思考が現実化されていることに気付き、バブルからの脱出を試みる。                                                                                    |    |                                                               |         |                              | |                                |                |
| 80 | 6  | "革命戦士イシャーラ・ヤー" "Legacy"                           | 44215.2 | ロバート・シアラー           | ジョー・メノスキー | データ、ゲスト                 | 1990年10月29日 |
| 81 | 7  | "勇者の名の下に" "Reunion"                                    | 44246.3 | ジョナサン・フレイクス       | 脚本: トマス・ペリー & ジョー・ペリー & ロナルド・D・ムーア & ブラノン・ブラーガ 原案: Drew Deighan & トマス・ペリー & ジョー・ペリー                    | ピカード、ウォーフ             | 1990年11月5日  |
| 82 | 8  | "悪夢のホログラム" "Future Imperfect"                         | 44286.5 | レス・ランドウ               | J・ラリー・キャロル & David Bennett Carren | ライカー                       | 1990年11月12日 |
| 83 | 9  | "ファイナル・ミッション 新たなる旅立ち" "Final Mission"       | 44307.3 | コーリイ・アレン             | 脚本: ケイシー・アーノルド＝インス & ジェリ・テイラー 原案: ケイシー・アーノルド＝インス                                                                 | ピカード、ウェスリー           | 1990年11月19日 |
| 84 | 10 | "失われたテレパシー" "The Loss"                               | 44356.9 | チップ・チャルマース         | 脚本: ヒラリー・J・ベイダー & アラン・J・アドラー & ヴァネッサ・グリーン 原案: ヒラリー・J・ベイダー                                                     | トロイ                         | 1990年12月31日 |
| 85 | 11 | "ヒューマン・アンドロイド・データ" "Data's Day"               | 44390.1 | ロバート・ウィーマー         | 脚本: ハロルド・アプター & ロナルド・D・ムーア 原案: ハロルド・アプター                                                                                  | データ、オブライエン、ケイコ   | 1991年1月7日   |
| データは結婚を控えたケイコとオブライエンの介添え役を依頼されるが、ケイコが突然結婚を辞めると言い出して翻弄される。一方、エンタープライズに乗艦していたティペル大使が、ロミュラン艦への転送中に事故で亡くなってしまう。データは事故に隠された謎を解き明かし、ケイコとオブライエンの結婚も無事執り行われるのだった。                                                             |    |                                                               |         |                              | |                                |                |
| 86 | 12 | "不実なる平和" "The Wounded"                                  | 44429.6 | チップ・チャルマース         | 脚本: ジェリ・テイラー 原案: スチュアート・チャーノ & サラ・チャルノ & サイ・チャーマク                                                                  | ピカード、オブライエン、ゲスト | 1991年1月28日  |
| 87 | 13 | "悪魔の契約" "Devil's Due"                                    | 44474.5 | トム・ベンコ                 | 脚本: フィリップ・ラゼブニク 原案: フィリップ・ラゼブニク & ウィリアム・ダグラス・ランスフォード                                                         | ピカード、ゲスト               | 1991年2月4日   |
| 88 | 14 | "空白の一日" "Clues"                                          | 44502.7 | レス・ランドウ               | 脚本: ブルース・D・アーサーズ & ジョー・メノスキー 原案: ブルース・D・アーサーズ                                                                         | 多数                           | 1991年2月11日  |
| 89 | 15 | "ファースト・コンタクト" "First Contact"                      | 44575.2 | クリフ・ボール               | 脚本: デニス・ラッセル・ベイリー & デイヴィッド・ビショフ & ジョー・メノスキー & ロナルド・D・ムーア & マイケル・ピラー 原案: マーク・スコット・ジクリー | ライカー                       | 1991年2月18日  |
| 90 | 16 | "ギャラクシー・チャイルド" "Galaxy's Child"                   | 44614.6 | ウィンリック・コルベ         | 脚本: モーリス・ハーレイ 原案: トム・カートジアン | ラ＝フォージ                   | 1991年3月11日  |
| 91 | 17 | "謎めいた狂気" "Night Terrors"                                | 44631.2 | レス・ランドウ               | 脚本: パメラ・ダグラス & ジェリ・テイラー 原案: シャリ・グッドハーツ                                                                                     | 多数                           | 1991年3月18日  |
| 92 | 18 | "アイデンティティー・クライシス" "Identity Crisis"            | 44664.5 | ウィンリック・コルベ         | 脚本: ブラノン・ブラーガ 原案: ティモシー・デハース | ラ＝フォージ                   | 1991年3月25日  |
| 93 | 19 | "謎の頭脳改革" "The Nth Degree"                               | 44704.2 | ロバート・レガト             | ジョー・メノスキー | バークレー                     | 1991年4月1日   |
| 94 | 20 | "QPID" "Qpid"                                                 | 44741.9 | クリフ・ボール               | 脚本: アイラ・スティーヴン・ベール 原案: ランディ・ラッセル & アイラ・スティーヴン・ベール                                                               | ピカード、ヴァッシュ、Q        | 1991年4月22日  |
| 95 | 21 | "疑惑" "The Drumhead"                                         | 44769.2 | ジョナサン・フレイクス       | ジェリ・テイラー | ピカード                       | 1991年4月29日  |
| 96 | 22 | "決別の儀式" "Half a Life"                                    | 44805.3 | レス・ランドウ               | 脚本: ピーター・アラン・フィールズ 原案: テッド・ロバーツ & ピーター・アラン・フィールズ                                                                 | ラクサナ                       | 1991年5月6日   |
| 97 | 23 | "愛の化身オダン" "The Host"                                   | 44821.3 | マーヴィン・V・ラッシュ      | マイケル・ホーヴァト | クラッシャー                   | 1991年5月13日  |
| 98 | 24 | "裏切りの序曲" "The Mind's Eye"                               | 44885.5 | デヴィッド・リヴィングストン | 脚本: レネ・エシェヴァリア 原案: ケン・シェーファー & レネ・エシェヴァリア                                                                               | ラ＝フォージ                   | 1991年5月27日  |
| 99 | 25 | "恋のセオリー" "In Theory"                                    | 44932.3 | パトリック・スチュワート     | ジョー・メノスキー & ロナルド・D・ムーア | データ                         | 1991年6月3日   |
| 同僚の女性士官に思いを寄せられたデータは、自身で開発した恋愛プログラムをインストールして交際を始める。 |    |                                                               |         |                              | |                                |                |
| 100 | 26 | "クリンゴン帝国の危機・前編" "Redemption"                     | 44995.3 | クリフ・ボール               | ロナルド・D・ムーア | ピカード、ウォーフ、ガウロン   | 1991年6月17日  |

### 第5シーズン（1991年 - 1992年）
| № | #  | タイトル                                                                | 宇宙暦  | 監督                         | 脚本 | 特集された キャラクター                    | 放送日         |
| --- | -- | ----------------------------------------------------------------------- | ------- | ---------------------------- | --- | ------------------------------------------ | -------------- |
| 101 | 1  | "クリンゴン帝国の危機・後編" "Redemption II"                            | 45020.4 | デヴィッド・カーソン         | ロナルド・D・ムーア | ピカード、データ、ウォーフ、セラ、ガウロン | 1991年9月23日  |
| 102 | 2  | "謎のタマリアン星人" "Darmok"                                           | 45047.2 | ウィンリック・コルベ         | 脚本: ジョー・メノスキー 原案: フィリップ・ラゼブニク & ジョー・メノスキー                                                               | ピカード                                   | 1991年9月30日  |
| 103 | 3  | "流浪のベイジョー星人" "Ensign Ro"                                      | 45076.3 | レス・ランドウ               | 脚本: マイケル・ピラー 原案: リック・バーマン & マイケル・ピラー                                                                         | ピカード、ロー                             | 1991年10月7日  |
| 104 | 4  | "殺戮の宇宙水晶体" "Silicon Avatar"                                     | 45122.3 | クリフ・ボール               | 脚本: ジェリ・テイラー 原案: Lawrence V. Conley                                                                                          | データ                                     | 1991年10月14日 |
| 105 | 5  | "エンタープライズ・パニック" "Disaster"                                 | 45156.1 | ガブリエル・ボーモント       | 脚本: ロナルド・D・ムーア 原案: Ron Jarvis & Philip A. Scorza                                                                            | 多数                                       | 1991年10月21日 |
| エンタープライズが事故を起こして艦内の機能がほぼ停止した。子供たちを連れて艦内を案内中だったピカードもリフトに閉じ込められた。ピカードは子供たちと協力してリフトからの脱出を試み、他のクルーたちも復旧のために試行錯誤を開始した。                                                 |    |                                                                         |         |                              | |                                            |                |
| 106 | 6  | "エイリアン・ゲーム" "The Game"                                         | 45208.2 | コーリイ・アレン             | 脚本: ブラノン・ブラーガ 原案: Susan Sackett & Fred Bronson & ブラノン・ブラーガ                                                         | ウェスリー、ゲスト                         | 1991年10月28日 |
| アカデミーに進学中のウェスリーが休暇を利用してエンタープライズに帰艦した。しかし、乗員の様子がどこかおかしい。誰もが妙なゲームに夢中になっているのだ。このゲームはエイリアンに仕組まれた洗脳の道具であった。それに気付いたウェスリーは、孤立無援の中で乗員の洗脳を解こうと試みる。 |    |                                                                         |         |                              | |                                            |                |
| 107 | 7  | "潜入!ロミュラン帝国・前編 ミスター・スポックの失踪" "Unification I"    | 45233.1 | レス・ランドウ               | 脚本: ジェリ・テイラー 原案: リック・バーマン & マイケル・ピラー                                                                         | ピカード、データ、サレク                   | 1991年11月4日  |
| 108 | 8  | "潜入!ロミュラン帝国・後編 ミスター・スポックとの再会" "Unification II" | 45245.8 | クリフ・ボール               | 脚本: マイケル・ピラー 原案: リック・バーマン & マイケル・ピラー                                                                         | ピカード、データ、スポック、セラ           | 1991年11月11日 |
| 109 | 9  | "26世紀のタイム・トラベラー" "A Matter of Time"                         | 45349.1 | ポール・リンチ               | リック・バーマン | ゲスト                                     | 1991年11月18日 |
| 110 | 10 | "新ワープ航法ソリトン・ウェーブ" "New Ground"                           | 45376.3 | ロバート・シアラー           | 脚本: グラント・ローゼンバーグ 原案: サラ・チャルノ and スチュアート・チャーノ                                                           | ウォーフ、アレキサンダー                   | 1992年1月6日   |
| 111 | 11 | "暗黒星団の謎" "Hero Worship"                                           | 45397.3 | パトリック・スチュワート     | 脚本: ジョー・メノスキー 原案: ヒラリー・J・ベイダー                                                                                     | データ、ゲスト                             | 1992年1月27日  |
| 112 | 12 | "記憶侵入者ユリア星人" "Violations"                                     | 45429.3 | ロバート・ウィーマー         | 脚本: パメラ・グレイ & ジェリ・テイラー 原案: シャリ・グッドハーツ & T・マイケル & パメラ・グレイ                                        | トロイ、ゲスト                             | 1992年2月3日   |
| 113 | 13 | "遺伝子操作惑星" "The Masterpiece Society"                              | 45470.1 | ウィンリック・コルベ         | 脚本: アダム・ベラノフ & マイケル・ピラー 原案: ジェームズ・カーン & アダム・ベラノフ                                                    | ピカード、トロイ、ラ＝フォージ             | 1992年2月10日  |
| 114 | 14 | "謎めいた記憶喪失" "Conundrum"                                          | 45494.2 | レス・ランドウ               | 脚本: バリー・シュコルニック 原案: ポール・シファー                                                                                      | 多数                                       | 1992年2月17日  |
| 115 | 15 | "亡霊反逆者" "Power Play"                                               | 45571.2 | デヴィッド・リヴィングストン | 脚本: ルネ・バルサー & ハーバート・J・ライト & ブラノン・ブラーガ 原案: ポール・ルーベン & モーリス・ハーレイ                            | トロイ、データ、オブライエン               | 1992年2月24日  |
| 116 | 16 | "神経医療エキスパート ドクター・ラッセル" "Ethics"                      | 45587.3 | チップ・チャルマース         | 脚本: ロナルド・D・ムーア 原案: サラ・チャルノ & スチュアート・チャーノ                                                                  | クラッシャー、ウォーフ                     | 1992年3月2日   |
| ウォーフが事故で脊椎を損傷し、全身不随になってしまう。ウォーフはクリンゴンの習わしに従って自決しようとライカーに協力を仰ぐが、拒否されてしまう。クラッシャーは特殊医療に精通したラッセル医師とウォーフの脊椎再生手術を試みるが、それは成功する確率の低い危険な賭けであった。       |    |                                                                         |         |                              | |                                            |                |
| 117 | 17 | "両性具有ジェナイ星人" "The Outcast"                                    | 45614.6 | ロバート・シアラー           | ジェリ・テイラー | ライカー                                   | 1992年3月16日  |
| 118 | 18 | "恐怖の宇宙時間連続体" "Cause and Effect"                               | 45652.1 | ジョナサン・フレイクス       | ブラノン・ブラーガ | 多数                                       | 1992年3月23日  |
| 119 | 19 | "悲しみのアカデミー卒業式" "The First Duty"                             | 45703.9 | ポール・リンチ               | ロナルド・D・ムーア & ナーレン・シャンカル                                                                                               | ウェスリー                                 | 1992年3月30日  |
| 120 | 20 | "ラクサナの結婚" "Cost of Living"                                       | 45733.6 | ウィンリック・コルベ         | ピーター・アラン・フィールズ | トロイ、ウォーフ、ラクサナ、アレキサンダー | 1992年4月20日  |
| 121 | 21 | "究極のパートナー" "The Perfect Mate"                                   | 45761.3 | クリフ・ボール               | 脚本: ゲイリー・パーコンテ & マイケル・ピラー 原案: レネ・エシェヴァリア & ゲイリー・パーコンテ                                          | ピカード、ゲスト                           | 1992年4月27日  |
| 122 | 22 | "イマジナリィ・フレンド" "Imaginary Friend"                             | 45852.1 | ガブリエル・ボーモント       | 脚本: エディス・スウェンセン & ブラノン・ブラーガ 原案: ジャン・ルイス・マティアス & ロナルド・ウィルカーソン & リチャード・フリューゲル | ゲスト                                     | 1992年5月4日   |
| 123 | 23 | "ボーグ"ナンバー・スリー"" "I, Borg"                                    | 45854.2 | ロバート・レーダーマン       | レネ・エシェヴァリア | ピカード、ラ＝フォージ、ゲスト             | 1992年5月11日  |
| 124 | 24 | "転送事故の謎" "The Next Phase"                                         | 45892.4 | デヴィッド・カーソン         | ロナルド・D・ムーア | ラ＝フォージ、ロー                         | 1992年5月18日  |
| 125 | 25 | "超時空惑星カターン" "The Inner Light"                                  | 45944.1 | ピーター・ローリットソン     | 脚本: モーガン・ジェンデル & ピーター・アラン・フィールズ 原案: モーガン・ジェンデル                                                     | ピカード                                   | 1992年6月1日   |
| 126 | 26 | "タイム・スリップ・エイリアン・前編" "Time's Arrow"                     | 45959.1 | レス・ランドウ               | 脚本: ジョー・メノスキー & マイケル・ピラー 原案: ジョー・メノスキー                                                                     | 多数                                       | 1992年6月15日  |

### 第6シーズン（1992年 - 1993年）
| № | #  | タイトル                                                     | 宇宙暦  | 監督                      | 脚本 | 特集された キャラクター                  | 放送日         |
| --- | -- | ------------------------------------------------------------ | ------- | ------------------------- | --- | ---------------------------------------- | -------------- |
| 127 | 1  | "タイム・スリップ・エイリアン・後編" "Time's Arrow, Part II" | 46001.3 | レス・ランドウ            | 脚本: ジェリ・テイラー 原案: ジョー・メノスキー                                                             | 多数                                     | 1992年9月21日  |
| 128 | 2  | "プラズマ放電の謎" "Realm of Fear"                           | 46041.1 | クリフ・ボール            | ブラノン・ブラーガ                                                                                          | バークレー                               | 1992年9月28日  |
| Barclay must overcome his fear of the transporter to solve a mystery. |    |                                                              |         |                           | |                                          |                |
| 129 | 3  | "生命リンクテレパシー" "Man of the People"                   | 46071.6 | ウィンリック・コルベ      | フランク・アバトマルコ                                                                                      | トロイ、ゲスト                           | 1992年10月5日  |
| 130 | 4  | "エンタープライズの面影" "Relics"                            | 46125.3 | アレクサンダー・シンガー  | ロナルド・D・ムーア                                                                                         | ラ＝フォージ、スコット                   | 1992年10月12日 |
| エンタープライズは古い事故船の転送機からチャーリー（スコット）を救出した。チャーリーは事故後75年を転送データとして生き延びていた。チャーリーはラフォージと協力し、ダイソン天球に捕われたエンタープライズの脱出作戦を敢行する。 |    |                                                              |         |                           | |                                          |                |
| 131 | 5  | "謎の第3次亜空間" "Schisms"                                  | 46154.2 | ロバート・ウィーマー      | 脚本: ブラノン・ブラーガ 原案: ジャン・ルイス・マティアス & ロン・ウィルカーソン                            | 多数                                     | 1992年10月19日 |
| Several members of the crew are abducted and experimented on while they sleep. |    |                                                              |         |                           | |                                          |                |
| 132 | 6  | "TRUE Q" "True Q"                                            | 46192.3 | ロバート・シアラー        | レネ・エシェヴァリア                                                                                        | Q、ゲスト                                | 1992年10月26日 |
| エンタープライズの実習生アマンダの前にQが現れた。アマンダの亡くなった両親はQであり、アマンダもQの素養を持っているという。Qはアマンダに選択を迫る。人間として生きるか、Q連続体に入るか。 |    |                                                              |         |                           | |                                          |                |
| 133 | 7  | "少年指揮官ジャン・リュック・ピカード" "Rascals"             | 46235.7 | アダム・ニモイ            | 脚本: アリソン・ホック 原案: ウォード・ボッツフォード & ダイアナ・ドルー・ボッツフォード & マイケル・ピラー | ピカード、ロー、ケイコ、ガイナン         | 1992年11月2日  |
| ピカード達4人が転送事故の影響で少年少女と化してしまう。混乱の隙を突いて、フェレンギ人がエンタープライズを乗っ取る。ピカードはライカーの息子の振りをして、エンタープライズ奪還の策を練る。 |    |                                                              |         |                           | |                                          |                |
| 134 | 8  | "ホロデッキ・イン・ザ・ウエスト" "A Fistful of Datas"        | 46271.5 | パトリック・スチュワート  | 脚本: ロバート・ヒューイット・ウルフ & ブラノン・ブラーガ 原案: ロバート・ヒューイット・ウルフ              | トロイ、データ、ウォーフ、アレキサンダー | 1992年11月9日  |
| ウォーフは息子アレキサンダーとトロイの3人でホロデッキの西部劇プログラムを楽しんでいた。しかし、プログラムが機能異常を起こして安全装置が故障し、登場人物が全員データになってしまう。プログラムを終わらせるため、ウォーフはデータの悪玉と決闘する。 |    |                                                              |         |                           | |                                          |                |
| 135 | 9  | "機械じかけの小さな生命" "The Quality of Life"               | 46307.2 | ジョナサン・フレイクス    | 脚本: ナーレン・シャンカル 原案: L・J・スコット                                                             | ピカード、データ                         | 1992年11月16日 |
| 136 | 10 | "戦闘種族カーデシア星人・前編" "Chain of Command, Part I"    | 46357.4 | ロバート・シアラー        | 脚本: ロナルド・D・ムーア 原案: フランク・アバトマルコ                                                      | ピカード、クラッシャー、ウォーフ、ゲスト | 1992年12月14日 |
| ピカード、クラッシャー、ウォーフはエンタープライズの任を解かれ、破壊工作のため秘密裏にカーデシア領の遺伝子ウイルス研究所に潜入した。並行して、ピカードに代わってエンタープライズ艦長となったジェリコ大佐は、カーデシアのガル・レメックと一触即発の外交交渉を開始した。 |    |                                                              |         |                           | |                                          |                |
| 137 | 11 | "戦闘種族カーデシア星人・後編" "Chain of Command, Part II"   | 46360.8 | レス・ランドウ            | フランク・アバトマルコ                                                                                      | ピカード、ゲスト                         | 1992年12月21日 |
| ピカードはカーデシアに拉致され、ガル・マドレッドの拷問に掛けられた。ジェリコ艦長はカーデシアに反物質機雷で先制攻撃を仕掛け、再度ガル・レメックと交渉し、連邦領域からの撤退とピカード解放を約束させた。ピカードはエンタープライズ艦長の任に戻るが、心に大きな痛手を負っていた。 |    |                                                              |         |                           | |                                          |                |
| 138 | 12 | "甦ったモリアーティ教授" "Ship in a Bottle"                  | 46424.1 | アレクサンダー・シンガー  | レネ・エシェヴァリア                                                                                        | ピカード、データ、バークレー             | 1993年1月25日  |
| バークレイが不調のホロデッキを修理していると、ホログラムのモリアーティ教授が「4年前の約束を果たせ」と起動した。ピカード、データを交えて話し合うと、モリアーティは自分は意思を持つ生命体だと主張してホロデッキの外へ出て見せた。あり得ない事態に戸惑うピカードたちに、モリアーティは新たな要求を突き付けた。それは、ホログラム女性のレジーナもホロデッキの外へ出して欲しいというものだった。 |    |                                                              |         |                           | |                                          |                |
| 139 | 13 | "謎の蒸発事件" "Aquiel"                                      | 46461.3 | クリフ・ボール            | 脚本: ブラノン・ブラーガ & ロナルド・D・ムーア 原案: ジェリ・テイラー                                       | ラ＝フォージ                             | 1993年2月1日   |
| 140 | 14 | "ロミュラン帝国亡命作戦" "Face of the Enemy"                 | 46519.1 | ガブリエル・ボーモント    | 脚本: ナーレン・シャンカル 原案: レネ・エシェヴァリア                                                       | トロイ                                   | 1993年2月8日   |
| 141 | 15 | "運命の分かれ道" "Tapestry"                                  | 不明    | レス・ランドウ            | ロナルド・D・ムーア                                                                                         | ピカード、Q                              | 1993年2月15日  |
| 142 | 16 | "バースライト・前編" "Birthright, Part I"                    | 46578.4 | ウィンリック・コルベ      | ブラノン・ブラーガ                                                                                          | データ、ウォーフ、ベシア                 | 1993年2月22日  |
| 143 | 17 | "バースライト・後編" "Birthright, Part II"                   | 46579.2 | ダン・カリー              | レネ・エシェヴァリア                                                                                        | ウォーフ                                 | 1993年3月1日   |
| 144 | 18 | "謎の潜入者" "Starship Mine"                                 | 46682.4 | クリフ・ボール            | モーガン・ジェンデル                                                                                        | ピカード                                 | 1993年3月29日  |
| 145 | 19 | "ギャラクシー・ロマンス" "Lessons"                           | 46693.1 | ロバート・ウィーマー      | ロン・ウィルカーソン & ジャン・ルイス・マティアス                                                           | ピカード                                 | 1993年4月5日   |
| 146 | 20 | "命のメッセージ" "The Chase"                                 | 46731.5 | ジョナサン・フレイクス    | 脚本: ジョー・メノスキー 原案: ロナルド・D・ムーア & ジョー・メノスキー                                     | ピカード、クラッシャー                   | 1993年4月26日  |
| 147 | 21 | "呪われた妄想" "Frame of Mind"                               | 46778.1 | ジェームズ・L・コンウェイ | ブラノン・ブラーガ                                                                                          | ライカー                                 | 1993年5月3日   |
| 148 | 22 | "新亜空間テクノロジー超フェイズシールド" "Suspicions"        | 46830.1 | クリフ・ボール            | ジョー・メノスキー and ナーレン・シャンカル                                                                 | クラッシャー                             | 1993年5月10日  |
| 149 | 23 | "クリンゴン神カーレスの復活" "Rightful Heir"                 | 46852.2 | ウィンリック・コルベ      | 脚本: ロナルド・D・ムーア 原案: ジェームズ・E・ブルックス                                                   | ウォーフ                                 | 1993年5月17日  |
| 150 | 24 | "もう一人のウィリアム・ライカー" "Second Chances"            | 46915.2 | レヴァー・バートン        | 脚本: レネ・エシェヴァリア 原案: マイケル・メドロック                                                       | ライカー、トロイ                         | 1993年5月24日  |
| 151 | 25 | "時空歪曲地帯" "Timescape"                                   | 46944.2 | アダム・ニモイ            | ブラノン・ブラーガ                                                                                          | ピカード、トロイ、データ、ラ＝フォージ   | 1993年6月14日  |
| 152 | 26 | "ボーグ変質の謎・前編" "Descent"                             | 46982.1 | アレクサンダー・シンガー  | 脚本: ロナルド・D・ムーア 原案: ジェリ・テイラー                                                            | 多数                                     | 1993年6月21日  |

### 第7シーズン（1993年 - 1994年）
| № | #     | タイトル                                     | 宇宙暦  | 監督                     | 脚本                                                                                       | 特集された キャラクター        | 放送日         |
| --- | ----- | -------------------------------------------- | ------- | ------------------------ | ------------------------------------------------------------------------------------------ | ------------------------------ | -------------- |
| 153 | 1     | "ボーグ変質の謎・後編" "Descent, Part II"    | 47025.4 | アレクサンダー・シンガー | レネ・エシェヴァリア                                                                       | 多数                           | 1993年9月20日  |
| 154 | 2     | "イヤール星の使者" "Liaisons"                | 不明    | クリフ・ボール           | 脚本: Jeanne Carrigan-Fauci & リサ・リッチ 原案: Roger Eschbacher & ジャク・グリーンスポン | ピカード、トロイ、ウォーフ     | 1993年9月27日  |
| 155 | 3     | "インターフェイス救出作戦" "Interface"       | 47215.5 | ロバート・ウィーマー     | ジョー・メノスキー                                                                         | ラ＝フォージ                   | 1993年10月4日  |
| 156 | 4     | "謎のエイリアン部隊・前編" "Gambit, Part I"  | 47135.2 | ピーター・ローリットソン | 脚本: ナーレン・シャンカル 原案: クリストファー・ハットン & ナーレン・シャンカル           | ピカード、ライカー             | 1993年10月11日 |
| 157 | 5     | "謎のエイリアン部隊・後編" "Gambit, Part II" | 47160.1 | アレクサンダー・シンガー | 脚本: ロナルド・D・ムーア 原案: ナーレン・シャンカル                                       | ピカード、ライカー             | 1993年10月18日 |
| 158 | 6     | "戦慄のドリーム・プログラム" "Phantasms"     | 47225.7 | パトリック・スチュワート | ブラノン・ブラーガ                                                                         | ピカード、データ、ラ＝フォージ | 1993年10月25日 |
| 「ドリームプログラム」を使って眠り、夢をみることを試みていたデータは、悪夢や白昼夢に悩まされるようになる。 |       |                                              |         |                          |                                                                                            |                                |                |
| 159 | 7     | "心のダーク・サイド" "Dark Page"             | 47254.1 | レス・ランドウ           | ヒラリー・J・ベイダー                                                                      | トロイ、ラクサナ               | 1993年11月1日  |
| 160 | 8     | "混迷の惑星ケスプリット" "Attached"          | 47304.2 | ジョナサン・フレイクス   | ニコラス・サガン                                                                           | ピカード、クラッシャー         | 1993年11月8日  |
| 161 | 9     | "危険なワープ・エネルギー" "Force of Nature" | 47310.2 | ロバート・レーダーマン   | ナーレン・シャンカル                                                                       | 多数                           | 1993年11月15日 |
| 162 | 10    | "アンドロイドの母親" "Inheritance"           | 47410.2 | ロバート・シアラー       | 脚本: ダン・コッペル & レネ・エシェヴァリア 原案: ダン・コッペル                           | データ、ゲスト                 | 1993年11月22日 |
| 163 | 11    | "無限のパラレル・ワールド" "Parallels"       | 47391.2 | ロバート・ウィーマー     | ブラノン・ブラーガ                                                                         | ウォーフ                       | 1993年11月29日 |
| 武術大会から帰艦したウォーフの周囲に次々異変が起きた。違う世界で違う運命を生きてきたかのように立場も状況も次々変化し、トロイはウォーフの妻となっていた。並行宇宙を横断していると知ったウォーフは、元の世界に戻るためにライカー艦長の下で亜空間の歪みにシャトルを飛ばした。                                                                |       |                                              |         |                          |                                                                                            |                                |                |
| 164 | 12    | "難破船ペガサスの秘密" "The Pegasus"         | 47457.1 | レヴァー・バートン       | ロナルド・D・ムーア                                                                        | ライカー                       | 1994年1月10日  |
| 165 | 13    | "滅びゆく惑星" "Homeward"                    | 47423.9 | アレクサンダー・シンガー | 脚本: ナーレン・シャンカル 原案: Spike Steingasser Based on material by William N. Stape   | ウォーフ、ゲスト               | 1994年1月17日  |
| 166 | 14    | "愛の亡霊" "Sub Rosa"                        | 47423.9 | ジョナサン・フレイクス   | 脚本: ブラノン・ブラーガ 原案: ジェリ・テイラー Based on material by Jeanna F. Gallo       | クラッシャー                   | 1994年1月31日  |
| 167 | 15    | "若き勇者達" "Lower Decks"                   | 47566.7 | ガブリエル・ボーモント   | 脚本: レネ・エシェヴァリア 原案: ロン・ウィルカーソン & ジャン・ルイス・マティアス         | オガワ、ゲスト                 | 1994年2月7日   |
| 168 | 16    | "記憶喪失のアンドロイド" "Thine Own Self"    | 47611.2 | ウィンリック・コルベ     | 脚本: ロナルド・D・ムーア 原案: クリストファー・ハットン                                   | トロイ、データ                 | 1994年2月14日  |
| 惑星連邦未加入の星に放射性物質の回収のため降りたデータは、事故で記憶を失う。一方エンタープライズでは、トロイが昇進試験に挑戦していた。 |       |                                              |         |                          |                                                                                            |                                |                |
| 169 | 17    | "多重人格アンドロイド" "Masks"               | 47615.2 | ロバート・ウィーマー     | ジョー・メノスキー                                                                         | ピカード、データ               | 1994年2月21日  |
| 宇宙空間に浮かぶ遺跡を調査中、遺跡を残した種族の人格がデータに憑依する。 |       |                                              |         |                          |                                                                                            |                                |                |
| 170 | 18    | "謎の幻覚テレパシー" "Eye of the Beholder"   | 47622.1 | クリフ・ボール           | 脚本: レネ・エシェヴァリア 原案: ブラノン・ブラーガ                                        | トロイ                         | 1994年2月28日  |
| 171 | 19    | "恐怖のイントロン・ウィルス" "Genesis"       | 47653.2 | ゲイツ・マクファーデン   | ブラノン・ブラーガ                                                                         | ピカード、データ               | 1994年3月21日  |
| 172 | 20    | "新たなる旅路" "Journey's End"               | 47751.2 | コーリイ・アレン         | 脚本: ロナルド・D・ムーア 原案: ショーン・ピラー & アントニア・ナポリ                      | ウェスリー                     | 1994年3月28日  |
| 173 | 21    | "クリンゴン戦士への道" "Firstborn"           | 47779.4 | ジョナサン・ウェスト     | 脚本: レネ・エシェヴァリア 原案: Mark Kalbfeld                                             | ウォーフ、アレキサンダー       | 1994年4月25日  |
| ウォーフは元服を拒否する息子アレキサンダーに頭を抱えていた。そんなウォーフとアレキサンダーが謎の賊に襲われた。2人を救ったのはモーグ一族の後見人ケムターであった。ケムターは子育てに悩むウォーフに、アレキサンダーを武術学校へ進学させて戦士の教育を施すよう訴えるが、ウォーフはアレキサンダーの意思を踏みにじるようで二の足を踏んでいた。 |       |                                              |         |                          |                                                                                            |                                |                |
| 174 | 22    | "怨讐の彼方に" "Bloodlines"                  | 47829.1 | レス・ランドウ           | ニコラス・サガン                                                                           | ピカード、ゲスト               | 1994年5月2日   |
| 175 | 23    | "知的生命体"エンタープライズ"" "Emergence"   | 47869.2 | クリフ・ボール           | 脚本: ジョー・メノスキー 原案: ブラノン・ブラーガ                                          | 多数                           | 1994年5月9日   |
| 176 | 24    | "惑星連邦"ゲリラ部隊"" "Preemptive Strike"   | 47941.7 | パトリック・スチュワート | 脚本: レネ・エシェヴァリア 原案: ナーレン・シャンカル                                      | ロー                           | 1994年5月16日  |
| 177–178 | 25–26 | "永遠への旅" "All Good Things..."            | 47988.1 | ウィンリック・コルベ     | ロナルド・D・ムーア & ブラノン・ブラーガ                                                   | ピカード、Q                    | 1994年5月23日  |
| ピカードの意識が過去、現在、未来へ次々飛んでしまう。3つの時代のピカードは、いずれもデブロン星系の時空の亀裂に辿り着いた。それは人類滅亡の危機の掛かったQの挑戦であった。3つの時代のエンタープライズは、時空の亀裂を塞ぐために決死の作戦を敢行する。                                                                                       |       |                                              |         |                          |                                                                                            |                                |                |